# Pareuplexia erythriris
Pareuplexia erythriris är en fjärilsart som beskrevs av George Francis Hampson 1908. Pareuplexia erythriris ingår i släktet Pareuplexia och familjen nattflyn. Inga underarter finns listade i Catalogue of Life.